# Heliocopris gigas
Heliocopris gigas là một loài bọ cánh cứng trong họ Bọ hung (Scarabaeidae).